# Kazimierz Piotrowski (1890–1962)
Kazimierz Piotrowski (ur. 2 marca 1890 w Krzeszowicach, zm. 10 marca 1962 w Krakowie) – polski taternik, alpinista, narciarz, lotnik sportowy. Był także krytykiem teatralnym, zaś z zawodu – ginekologiem i lekarzem kolejowym w Krakowie.

## Życiorys
Urodził się 2 marca 1890 w Krzeszowicach, w ówczesnym powiecie chrzanowskim Królestwa Galicji i Lodomerii, w rodzinie Kazimierza i Anny z Przesmyckich.
W czasie I wojny światowej walczył w szeregach Legionów Polskich, a później Wojska Polskiego. 8 stycznia 1924 został zatwierdzony w stopniu kapitana ze starszeństwem z 1 czerwca 1919 i 209. lokatą w korpusie oficerów rezerwy sanitarnych, grupa lekarzy. Posiadał wówczas przydział w rezerwie do 10 Batalionu Sanitarnego w Przemyślu.
W 1915 ukończył studia medyczne na Uniwersytecie Jagiellońskim. Jeszcze w czasie studiów należał do Klubu Kilimandżaro, skupiającego wówczas część najbardziej aktywnych taterników. Wspinał się zazwyczaj z przyjacielem Mieczysławem Świerzem, ponadto do najczęstszych partnerów Piotrowskiego należeli Mariusz Zaruski, Władysław Kulczyński junior, Henryk Bednarski czy Józef Lesiecki. Razem z niektórymi z nich odnosił też sukcesy w narciarstwie wysokogórskim. Po przerwie spowodowanej wybuchem wojny znów był czynnym wspinaczem – aż do ok. 1928. W tym okresie jego kompanami byli m.in. Jan Kazimierz Dorawski, Adam Sokołowski, Jan Humpola, Mieczysław Świerz, Witold Henryk Paryski i Jan Sawicki.
Od 1919 był aktywistą Sekcji Turystycznej Polskiego Towarzystwa Tatrzańskiego. W latach 1930–1934 pełnił funkcję jej prezesa. Należał do organizatorów pierwszych oficjalnych polskich wypraw w Alpy (1931, 1932) i Atlas Wysoki (1934), częściowo też w nich uczestniczył.
Był autorem artykułów poświęconym wspinaczce w czasopismach takich jak „Taternik”, „Narciarstwo Polskie” czy „Wierchy”, a także długoletnim recenzentem teatralnym dzienników krakowskich. W 1958 został odznaczony członkostwem honorowym Klubu Wysokogórskiego. Piotrowski miał na koncie osiągnięcia także jako lotnik: był jednym z pierwszych pilotów turystycznych w Polsce, w 1932 dokonał przelotu nad Alpami, latał między Francją a Turcją. Był wieloletnim prezesem krakowskiego Aeroklubu.
Ożenił się z Jadwigą Bernadzikowską (1890–1969). Mieli dwie córki oraz syna Jerzego (1923–2003), który był architektem, taternikiem i alpinistą.
Zmarł w Krakowie, pochowany na cmentarzu Rakowickim (kwatera VII-płn-po lewej str. Kowalskich).

## Ordery i odznaczenia
- Krzyż Niepodległości (25 lipca 1933)[11]
- Złoty Krzyż Zasługi (13 maja 1933)[12]

## Osiągnięcia taternickie
- pierwsze przejście północną granią Żabiego Mnicha (1910),
- pierwsze przejście grani Śnieżnych Turni (1910, ze Świerzem[6]),
- pierwsze przejście południową ścianą Małego Lodowego Szczytu (1912, z Kulczyńskim, Jerzym Rotwandem i Świerzem[6]),
- pierwsze zimowe wejście na Walentkowy Wierch (1914),
- pierwsze zimowe wejście na Lodową Kopę (luty 1914, z Włodzimierzem Mostowskim i St. Sierakowskim[6]),
- pierwsze zimowe wejście na Wschodnie Żelazne Wrota z Doliny Kaczej (1914),
- pierwsze przejścia narciarskie przez Liliowe, Zawory, Koprową Przełęcz, Zawrat, Wrota Chałubińskiego i Lodową Przełęcz,
- pierwsze wejścia narciarskie na Żółtą Turnię i Wołowiec Mięguszowiecki,
- pierwsze przejście północną ścianą Małej Buczynowej Turni (1920),
- pierwsze przejście północną ścianą Żabiego Szczytu Wyżniego (1920),
- pierwsze zimowe wejście na Żabiego Mnicha (1925),
- pierwsze zimowe wejście od północy na Cubrynę (1925),
- pierwsze zimowe wejście od północy na Mięguszowiecki Szczyt (kwiecień 1925, z Sokołowskim i Dorawskim[6])[2].